# 馬里昂 (阿肯色州)
馬里昂（英語：Marion）是一個位於美國阿肯色州克里坦登縣的城市。根據2020年美國人口普查，該地人口為13752人，而該地的面積約為52.11平方千米。同時該地也是克里坦登縣的縣治。

## 地理
馬里昂的座標為35°12′22″N 90°12′06″W / 35.20611°N 90.20167°W，而該地的平均海拔高度為69米（即226英尺）。